# 沃羅寧島

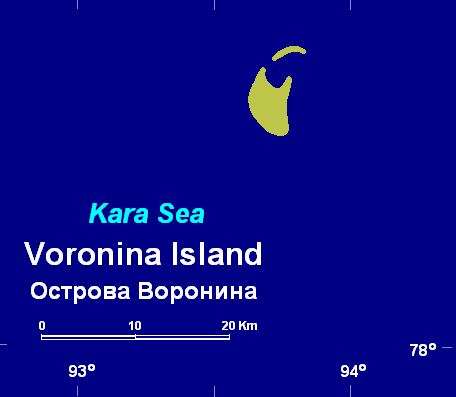

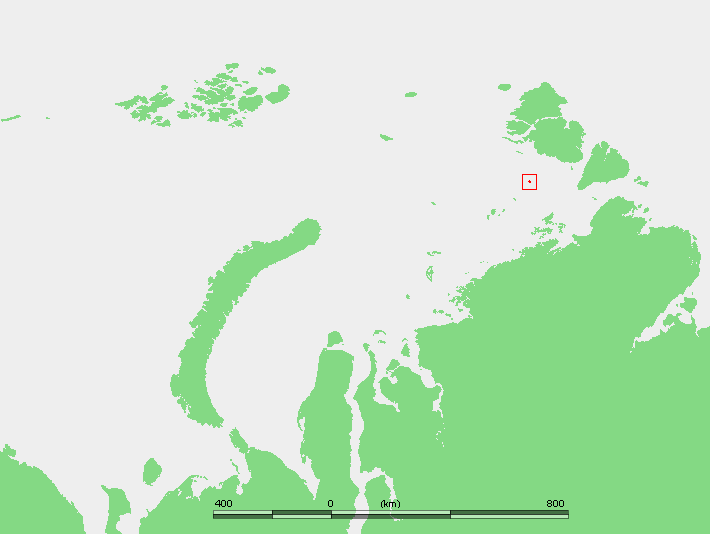

沃羅寧島是俄羅斯的島嶼，位於卡拉海東南部，由克拉斯諾亞爾斯克邊疆區負責管轄，長9公里、寬6公里，最高點海拔高度17米，附近的海域全年大部分時間被冰封。
78°14′N 93°41′E / 78.233°N 93.683°E